# Bafodé Diakhaby
Bafodé Diakhaby (15 februari 1989) is een Frans voetballer die onder contract staat bij FC Brussels. 

## Statistieken
| seizoen | club          | land      | competitie    | wed | goals |
| ------- | ------------- | --------- | ------------- | --- | ----- |
| 2009/10 | AFC Compiègne | Frankrijk |               | 18  | 0     |
| 2010/11 | FC Brussels   | België    | Tweede klasse | 23  | 0     |
| 2011/12 | FC Brussels   | België    | Tweede klasse | 24  | 1     |
|         |               |           | Totaal        | 65  | 1     |

Laatst bijgewerkt 06-05-12
Bron: sport.be - sporza.be